# Laura Aller
Laura Christiane Aller, født Bierring (14. januar 1849 i København – 9. oktober 1917 sammesteds) var en dansk bladudgiver og chefredaktør. Hun grundlagde sammen med sin mand Carl Allers Etablissement.
Laura Aller blev d. 20. oktober 1871 gift med Carl Aller.